# Famechon, Pas-de-Calais
Famechon là một xã của tỉnh Pas-de-Calais, thuộc vùng Hauts-de-France, miền bắc nước Pháp.

## Dân số
| 1962                                            | 1968 | 1975 | 1982 | 1990 | 1999 | 2010 |
| ----------------------------------------------- | ---- | ---- | ---- | ---- | ---- | ---- |
| 148                                             | 164  | 147  | 138  | 141  | 139  | 119  |
| Thống kê từ năm 1962: Dân số không tính hai lần |      |      |      |      |      |      |